# Tim Mayotte

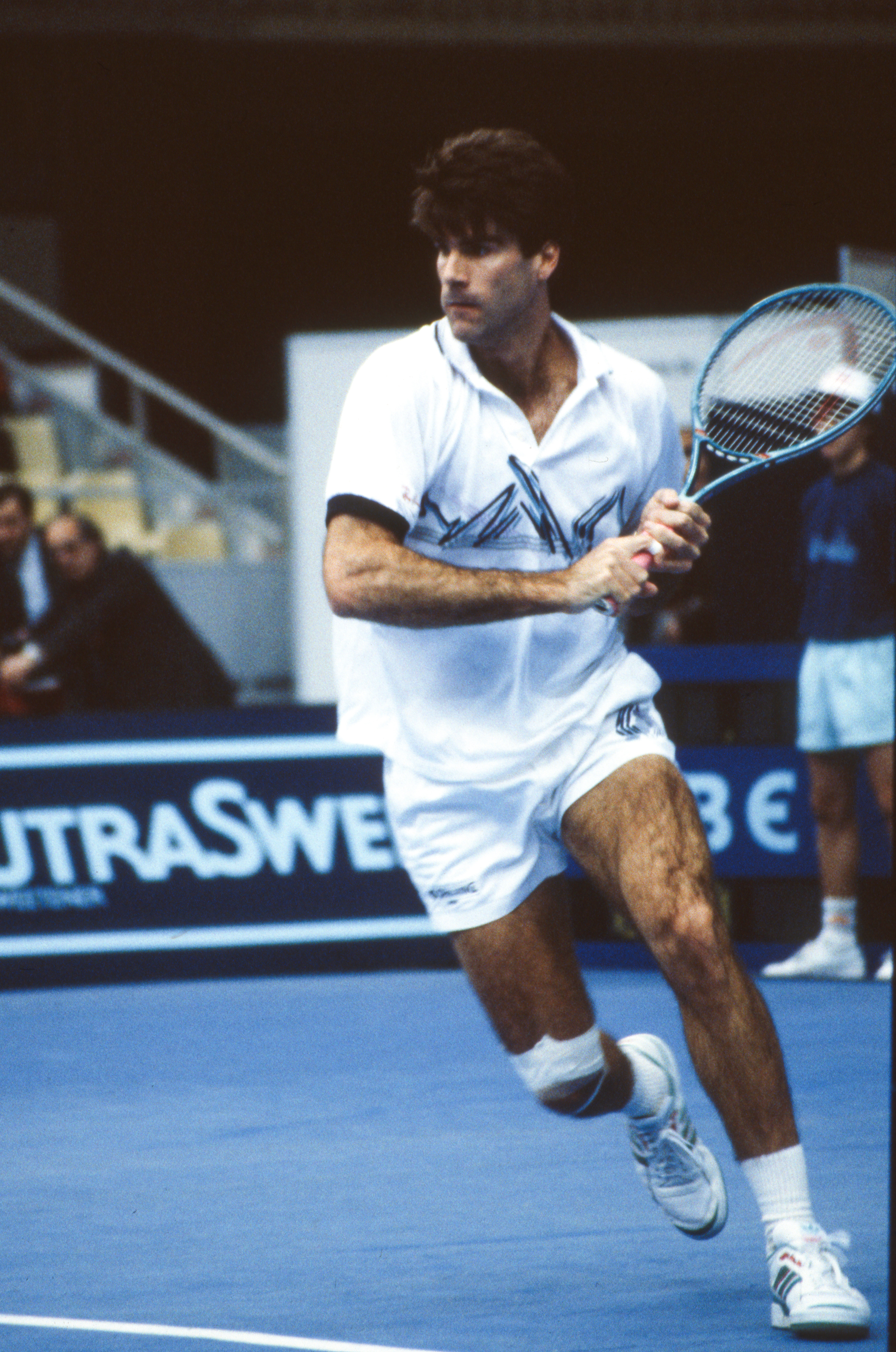
1990

Tim Mayotte (Springfield, Estados Unidos, 3 de agosto de 1960) es un jugador de tenis estadounidense. En su carrera  ha conquistado 13 torneos a nivel ATP (12 en individuales y 1 en dobles) y su mejor posición en el ranking fue N.º 7 en octubre de 1988. Llegó a las semifinales del Abierto de Australia en 1983 y de Wimbledon en 1982.